# Megachile cupreohirta
Megachile cupreohirta là một loài Hymenoptera trong họ Megachilidae. Loài này được Cockerell mô tả khoa học năm 1933.